# Кирилловка (Высокогорский район)
 Кирилловка  — деревня в Высокогорском районе Татарстана. Входит в состав Бирюлинского сельского поселения.

## География
Находится в северо-западной части Татарстана на расстоянии приблизительно 11 км на северо-восток по прямой от районного центра посёлка Высокая Гора у речки Крылай.

## История
Основана во времена Казанского ханства. Упоминалась также как Большая Сайра, Сайра.

## Население
Постоянных жителей было в 1782 году- 35 душ мужского пола, в 1859—227, в 1897—216, в 1908—243, в 1920—250, в 1926—278, в 1938—305, в 1949—270, в 1958—143, в 1970 — 98, в 1989, 37 в 2002 году (русские 70 %, татары 27 %), 18 в 2010.